# Pseudodistoma delicatum
Pseudodistoma delicatum är en sjöpungsart som beskrevs av Monniot 200. Pseudodistoma delicatum ingår i släktet Pseudodistoma och familjen Pseudodistomidae. Inga underarter finns listade i Catalogue of Life.